# Эмар, Робер
Робер Эмар (в некоторых источниках Аймар, фр. Robert Aymar; 23 марта 1936 — 23 сентября 2024, Сент-Фуа-ле-Лион, Лионская метрополия, Франция) — французский физик и организатор науки, работавший в области физики плазмы и управляемого термоядерного синтеза, генеральный директор ЦЕРНа (2004—2008).

## Биография
Робер Эмар родился в 1936 году. В 1954—1956 годах он учился в Политехнической школе (фр. École polytechnique) в Париже, а затем, в 1956—1958 годах — в Школе пороха и селитры (фр. École des poudres et salpêtres), входящей в Высшую национальную школу передовых технологий.
С 1959 года Эмар работал в Комиссариате по атомной энергии (ныне — Комиссариат по атомной и альтернативным видам энергии). В 1963—1964 годах он работал в лаборатории физики плазмы Калифорнийского университета в Беркли (штат Калифорния, США), а в 1973—1974 годах — в Институте физики плазмы Общества Макса Планка в Гархинге (Бавария, Германия).
В 1977—1988 годах Эмар был руководителем проекта, связанного с созданием французского токамака Tore Supra, который был построен (и впоследствии эксплуатировался) во французском научно-исследовательском центре Кадараш. В 1988—1990 годах Эмар был начальником Отдела ядерного синтеза Комиссариата по атомной энергии, продолжая работать в Кадараше. В 1990—1994 годах он работал в Париже на посту директора Отделения естественных наук (фр. Direction des Sciences de la Matière) Комиссариата по атомной энергии.
В 1994 году Эмар был назначен директором проекта ITER (под эгидой Международного агентства по атомной энергии), связанного с проектированием международного экспериментального термоядерного реактора типа токамак. Эмар работал в этой должности до 2003 года. Проект строительства термоядерного реактора ITER в Кадараше был окончательно одобрен странами-участницами в 2006 году.
В течение пяти лет, с 1 января 2004 года до 31 декабря 2008 года, Эмар был генеральным директором ЦЕРНа — Европейской организации по ядерным исследованиям. В этот период было завершено строительство Большого адронного коллайдера (англ. Large Hadron Collider, LHC) и был проведён его первый запуск. Опыт Эмара, приобретённый при руководстве другими крупными научными проектами, был полезен при преодолении различных проблем, возникавших при применении новейших технологий, используемых при создании коллайдера.
Робер Эмар скончался 23 сентября 2024 года в возрасте 88 лет.

## Награды и премии
- Лауреат международной премии в области энергетики «Глобальная энергия» (2006)[2]
- Орден Льва Финляндии (2008)[5]
- Орден Почётного легиона, Франция (2011, «за выдающуюся научную карьеру»)[6]